# Club Conservador-Monárquico

El Club Conservador-Monárquico (polaco: Klub Zachowawczo-Monarchistyczny, abrev. KZ-M) es una organización polaca de carácter tradicionalista , contrarrevolucionaria y católica. Fue fundada el 7 de marzo de 1988 como sociedad. La doctrina del club se puede caracterizar como conservadurismo integralista. Es una organización metapolítica, que se mantiene al margen de la política diaria, en cambio, apunta a promover ideas de libre mercado y tradicionalismo católico. Se considera sucesor del Club Conservador-Monárquico fundado en Cracovia en 1926, que a su vez sucedió al Partido Conservador fundado en 1922. El club publica una revista trimestral titulada Pro Fide Rege et Lege y mantiene el portal de Internet konserwatyzm.pl.

## Miembros notables
- Marek Jurek
- Jan Filip Libicki
- Marcin Libicki
- Adam Wielomski
- Janusz Korwin-Mikke